# Vibratore (sessualità)

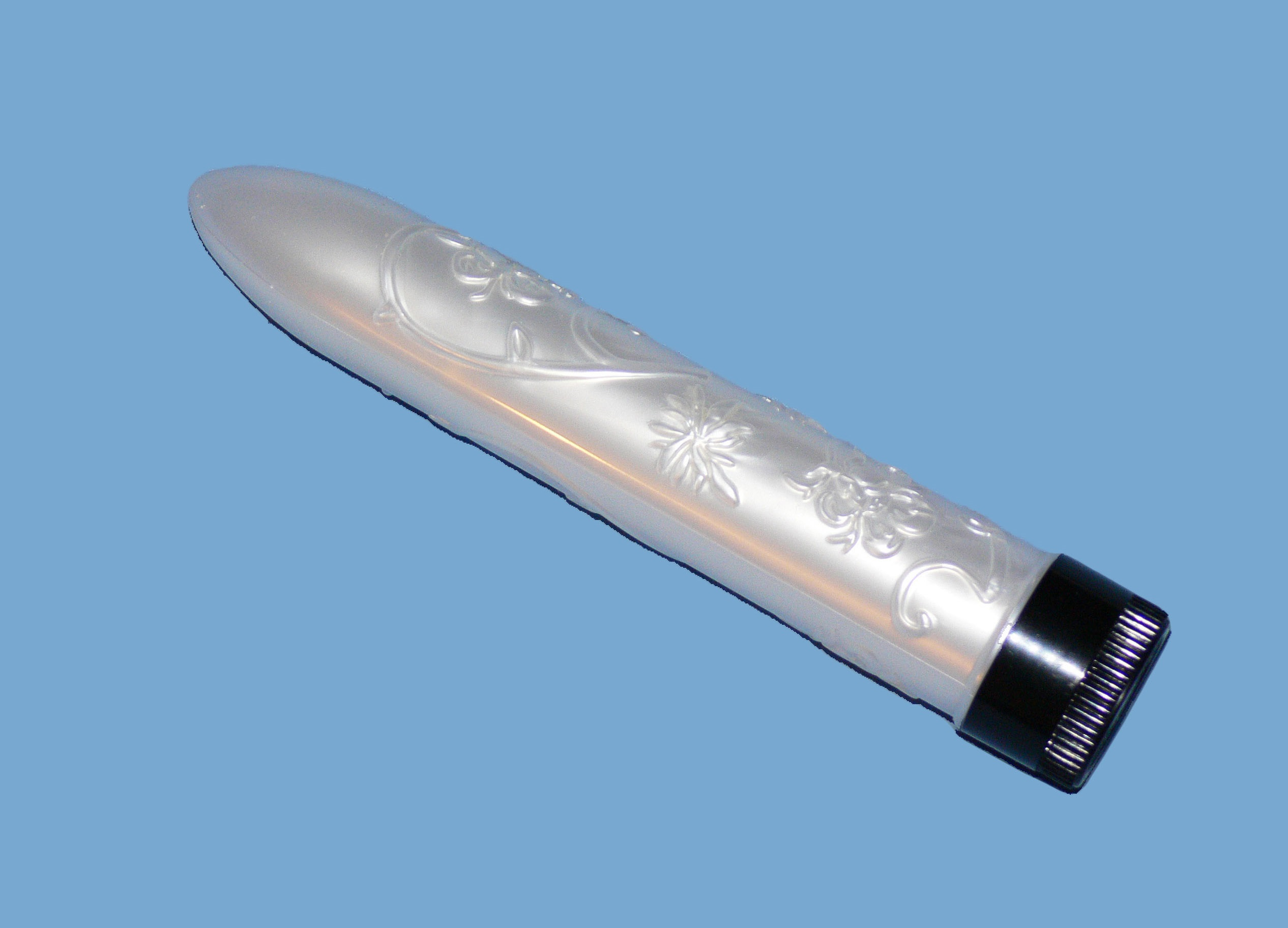
Un dildo vibrante

Un vibratore è uno stimolatore erotico, solitamente caratterizzato da una forma fallica, le cui vibrazioni, prodotte facendo ruotare una massa eccentrica mediante un piccolo motore in corrente continua, vengono usate per procurare piacere sessuale. Se da una parte i vibratori non sono necessariamente in grado di procurare orgasmi più intensi di quelli ottenuti attraverso la semplice stimolazione manuale, dall'altra essi permettono invece di raggiungere l'orgasmo più velocemente e facilmente. Spesso raccomandati dai sessuologi alle pazienti affette da anorgasmia, sono utilizzati anche dalle coppie per aumentare il piacere di uno o di entrambi i partner.

## Storia

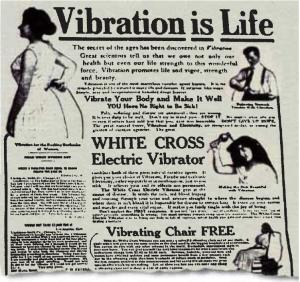
Pubblicità di un "massaggiatore per il corpo" del 1910

Il vibratore elettrico fu inventato alla fine del XIX secolo come strumento medico per alleviare il dolore e il trattamento di vari disturbi senza nessun tipo di connotazione di carattere sessuale; il trattamento vibrante veniva commercializzato come utile distensore per le rughe, come capace di ridurre il mal di testa mediante applicazione sul cuoio capelluto o contro lo stomaco per curare l'indigestione. Un resoconto riporta il suo primo utilizzo all'ospedale Salpêtrière di Parigi nel 1878, con Romain Vigouroux citato come inventore. Il medico e inventore inglese Joseph Mortimer Granville, che sviluppò anche un primo modello, si attribuì la paternalità dell'invenzione.
Ciononostante intorno alla metà degli anni venti i vibratori iniziarono ad apparire in fotografie e film di carattere erotico, allontanandoli pertanto dai contesti di utilizzo percepiti come rispettabili, causandone la scomparsa dalla pubblicità. Il moderno vibratore riappare in seguito negli anni '60 come dispositivo apertamente sessuale. 
Sempre del 1968 è il brevetto del primo vibratore senza fili, rimasto più o meno invariato fino al 1998, anno dell'invenzione del vibratore rabbit, reso celebre dalla serie tv Sex and the City. Nenovembre 2005, secondo la rivista Harper's Magazine (che cita come fonte la Durex), il 46% delle donne statunitensi possedeva un vibratore.
Con la crescita costante del mercato e-commerce, che aiuta il mantenimento dell'anonimato, anche in Italia le vendite dei vibratori sono aumentate considerevolmente portando anche ad un'evoluzione dal punto di vista del costume della società.
Rachel Venning, cofondatrice di Babeland, il sexy shop più in voga di New York, ha inaugurato il Vintage Vibrator Museum, dedicato ai vibratori più antichi. A Tokyo esiste un locale interamente dedicato all'autoerotismo femminile, il Love Joule, dove sugli scaffali al posto delle bottiglie sono esposti vibratori di tutti i tipi. L'illustratore italiano di fama mondiale Milo Manara ha collaborato con il brand francese Love to Love alla realizzazione di un ovetto vibrante ispirato alla sua graphic novel Il gioco
Nel dicembre 2013, in Corso Como, a Milano, il sito e-commerce MySecretCase ha allestito un albero di Natale addobbato interamente con vibratori ed altri Sex Toys. La vendita di vibratori e oggetti simili è vietata in alcuni stati nella parte meridionale degli Stati Uniti d'America. Nello stato del Texas la vendita di articoli per la stimolazione sessuale (come vibratori e dildo) tecnicamente è illegale, ma molti negozi li vendono ugualmente a patto che l'acquirente firmi una liberatoria dove afferma di usare l'oggetto solo per scopi educativi. Acquistare un vibratore è illegale anche in Georgia, Alabama, Mississippi, Indiana, Virginia, Louisiana e Massachusetts.

## Il falso mito della cura per l'isteria
Rachel Maines, nel suo libro "The Technology of Orgasm", ha sostenuto che lo sviluppo del vibratore alla fine del XIX secolo era in gran parte dovuto alla richiesta dei medici di un modo più semplice per eseguire il massaggio genitale sulle donne, impiegato spesso fino al raggiungimento del "parossismo isterico" (orgasmo), che storicamente era un trattamento per la diagnosi medica un tempo comune dell'isteria femminile. Maines scrive che questo trattamento era stato raccomandato fin dall'antichità classica in Europa, incluso nel corpus ippocratico e da Galeno, e continuò ad essere usato nel periodo medievale e moderno, ma non era visto come sessuale dai medici a causa dell'assenza di penetrazione; ritenendolo però un compito difficile e noioso.
Maines scrive che il primo utilizzo del vibratore alla Salpêtrière fu su donne isteriche, ma sottolinea come Joseph Mortimer Granville negò di aver, o che avrebbe mai usato, la sua invenzione per questo scopo. Maines afferma inoltre che il vero uso di questi vibratori medici e dei vibratori commercializzati per uso domestico all'inizio del XX secolo non venisse dichiarato apertamente, ma avvenisse sotto quello che lei definisce come il "camuffamento sociale".
La congettura del Maine ha avuto un forte impatto nell'immaginazione popolare ed è stata resa popolare in un lungometraggio.
Gli storici non sono d'accordo con Maines sulla prevalenza storica del massaggio genitale come trattamento per l'isteria femminile e sulla misura in cui i primi massaggiatori vibranti venivano utilizzati per questo scopo. L'idea che la stimolazione dell'orgasmo fosse un trattamento standard per l'isteria femminile nell'Europa antica e medievale è stata contestata in quanto si tratta di una distorsione delle fonti, e dei casi di questo trattamento nel XIX e all'inizio del XX secolo, e di cui l'uso dei primi vibratori per eseguirlo è stato descritto come una pratica che, se fosse avvenuta, sarebbe stata limitata a un gruppo estremamente limitato. Maines ha affermato che la sua teoria, ampiamente diffusa, dovrebbe essere trattata come un'ipotesi piuttosto che come un fatto. Nel 2018, Hallie Lieberman ed Eric Schatzberg hanno pubblicato un articolo sottoposto a revisione paritaria che non ha trovato "nessuna prova" a sostegno delle affermazioni di Maines nelle citazioni del libro. Hanno definito l'ampia accettazione del lavoro di Maines "un fallimento fondamentale del controllo di qualità accademica". Nel 2020, Lieberman ha portat il suo caso al New York Times.

## Tipologie

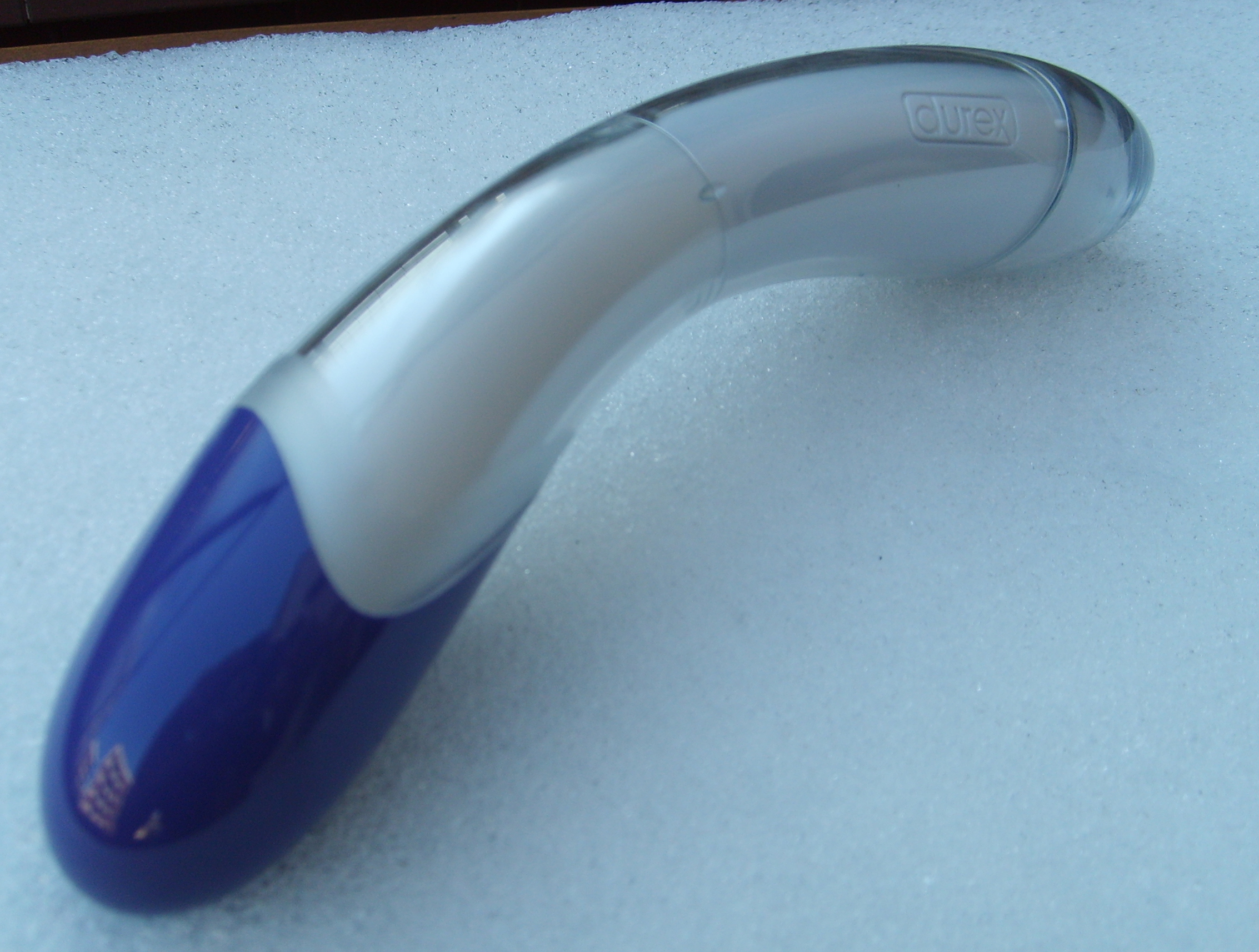
Un Durex Play Inspiration

I vibratori si dividono in: vibratori classici, vibratore rabbit, vibratori clitoridei, vibratori G-Spot, vibratori Strap On, vibratori per coppie, vibratori anali, vibratori mini e maxi, vibratori musicali, vibratori hi-tech e ovetti vibranti (in inglese Love Eggs). Anche se dotati di vibrazione, gli anelli vibranti sono da considerare sex toy per coppie appartenenti alla famiglia dei cockring.
Da un'indagine condotta nel 2013 dal sito italiano MySecretCase risulta che tra i sex toy più acquistati in Italia, subito dopo le Geisha Balls o palline vaginali, vi siano i vibratori per coppie seguiti dai vibratori rabbit e G-Spot, corrispondenti rispettivamente al 25% e al 20% delle vendite totali delle vendite online.